# Acalyptratae
Gli Acaliptrati (Acalyptratae Macquart, 1835) sono un vasto gruppo di insetti dell'ordine dei Ditteri (Brachycera: Cyclorrhapha), inquadrato tassonomicamente come sottosezione della sezione Schizophora.

## Caratteri morfologici
Tradizionalmente si considera elemento morfologico comune a tutti gli Acaliptrati l'assenza o la forte riduzione delle dimensioni della caliptra. In realtà, questa sottosezione è caratterizzata da una spiccata eterogeneità morfologica. In generale si tratta di insetti affini ai muscoidi sensu stricto, ma con svariate differenziazioni morfologiche nell'ambito dei vari taxa.

## Inquadramento tassonomico
Il raggruppamento degli Acalyptratae fu definito da Macquart (1835) per aggregare gli Schizophora che non mostravano un'evidente caliptra, in contrapposizione al gruppo dei Calyptratae. L'identità di questo gruppo fu mantenuta in seguito anche con l'introduzione dell'analisi cladistica, pur riscontrando incongruenze che mettono in dubbio la natura monofiletica degli Acalyptratae.
Da decenni, infatti, si esprimono forti dubbi sulla validità tassonomica di questa sottosezione, probabilmente artificiale perché, secondo diversi Autori, non supportata sufficientemente da evidenti correlazioni filogenetiche. La suddivisione dicotomica degli Schizophora in Calyptratae e Acalyptratae è tuttavia largamente adottata, ancora oggi, da tutti i ditterologi, contrariamente a quanto è avvenuto per altri taxa parafiletici, per i quali si preferisce oggi usare il termine inferiore per aggregare i clade primitivi accomunati per lo più da plesiomorfie non autapomorfiche (es. Ditteri inferiori in luogo di Nematocera e Brachiceri inferiori in luogo di Orthorrhapha).

## Filogenesi
La questione fondamentale della filogenesi degli Acalyptratae è la fondatezza della sua natura monofiletica, che non raccoglie il pieno consenso.
Hennig (1971) ipotizzò la possibilità di suddividere gli Acalyptratae in due clade distinti, di cui uno più strettamente correlato ai Calyptratae, perciò non escludeva la natura parafiletica. Nei suoi lavori del 1971 e del 1973, tuttavia, sanciva fondamentalmente la natura monofiletica degli Acalyptratae.
Secondo Griffiths (1972), gli Acalyptratae sono decisamente parafiletici, ma nella sua trattazione tassonomica non risolve le relazioni filogenetiche interne a questo raggruppamento.
McAlpine (1989) considera invece l'intero raggruppamento come monofiletico in rapporto ai Calyptratae, individuando ben 14 autapomorfie a sostegno della sua tesi. Fra questi, uno degli elementi più importanti è il capo dicoptico nei maschi degli Acalyptratae. Secondo McAlpine, infatti, la congiunzione degli occhi dei maschi, associato all'etologia della riproduzione, è un carattere primitivo per l'intero ordine dei Ditteri e la comparsa del capo dicoptico sia dunque un carattere derivato, riscontrato come autapomorfia in diversi gruppi sistematici fra i Ditteri. Nell'ambito degli Schizophora, il capo oloptico compare nella generalità dei Calyptratae in alcune famiglie o generi all'interno degli Acalyptratae. Nel caso dei Calyptratae e di alcuni Acalyptratae, McAlpine ritiene che sia stato conservato il carattere primitivo, mentre nel caso di altri Acalyptratae ipotizza un adattamento secondario. Le altre autapomorfie individuate da McAlpine sono la riduzione della caliptra, l'assenza del postclipeo, la fusione di due o tre dotti delle spermateche e la presenza, nella vagina, di una particolare vescicola seminale denominata ricettacolo ventrale, l'assenza di determinate tipologie di setole o altri caratteri associati alla chetotassi del torace e, infine, l'assenza dei processi respiratori toracici emergenti dal pupario.

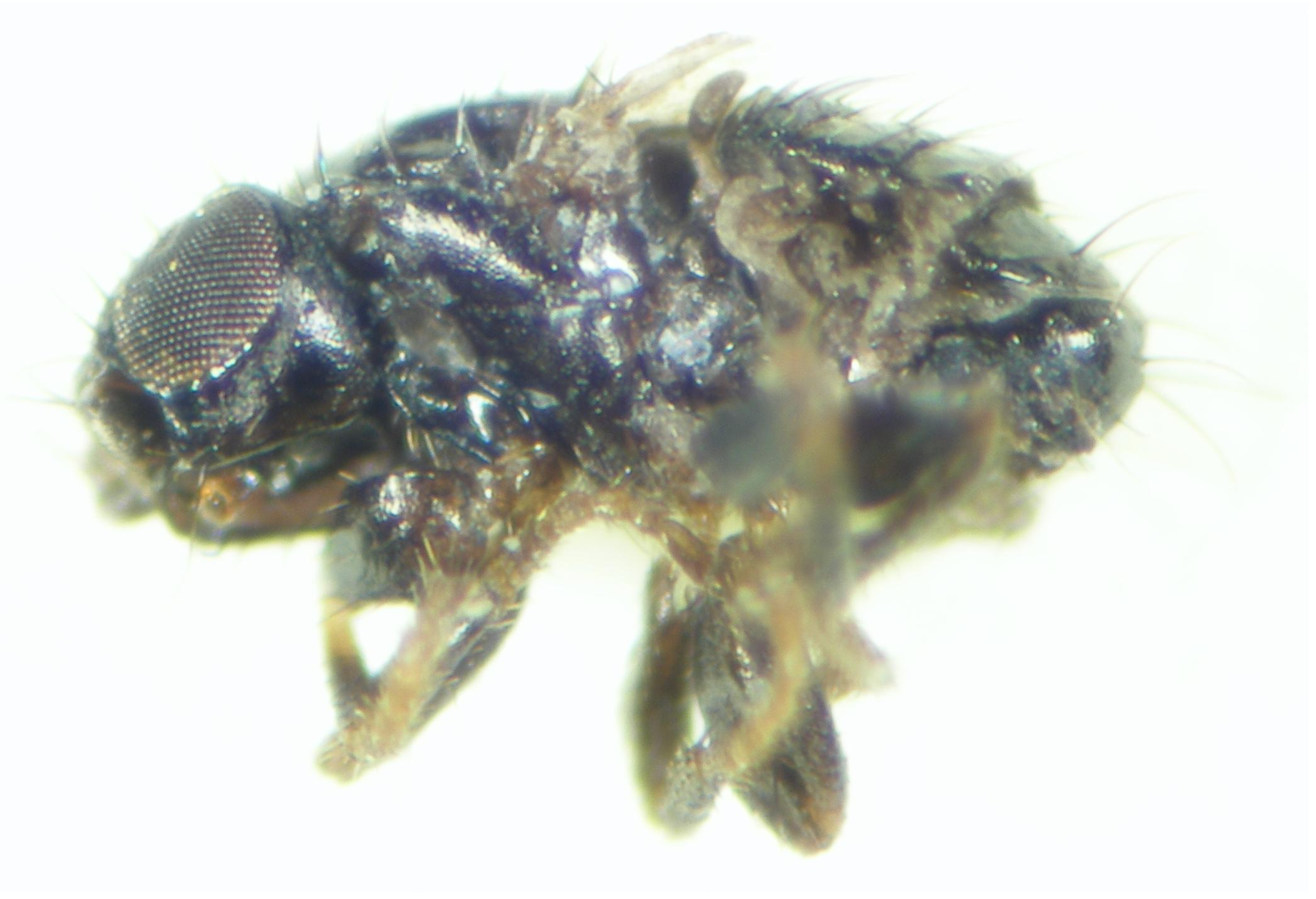
Carnidae (Carnoidea)

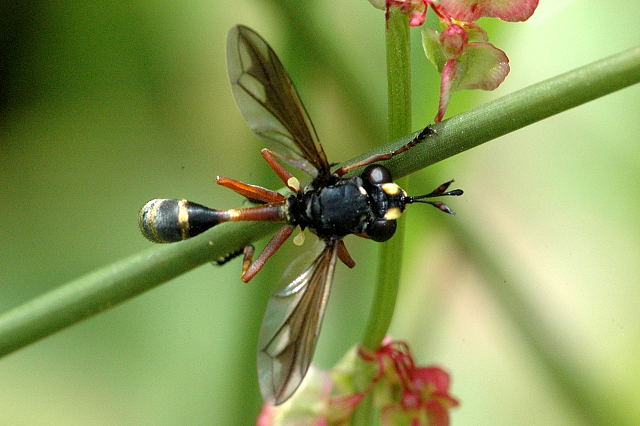
Conopidae (Conopoidea)

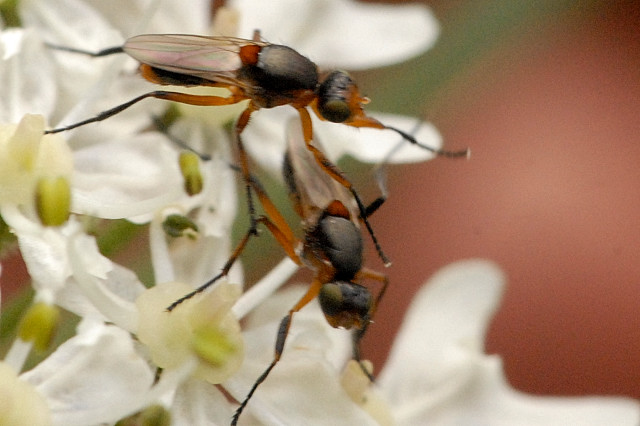
Psilidae (Diopsoidea)

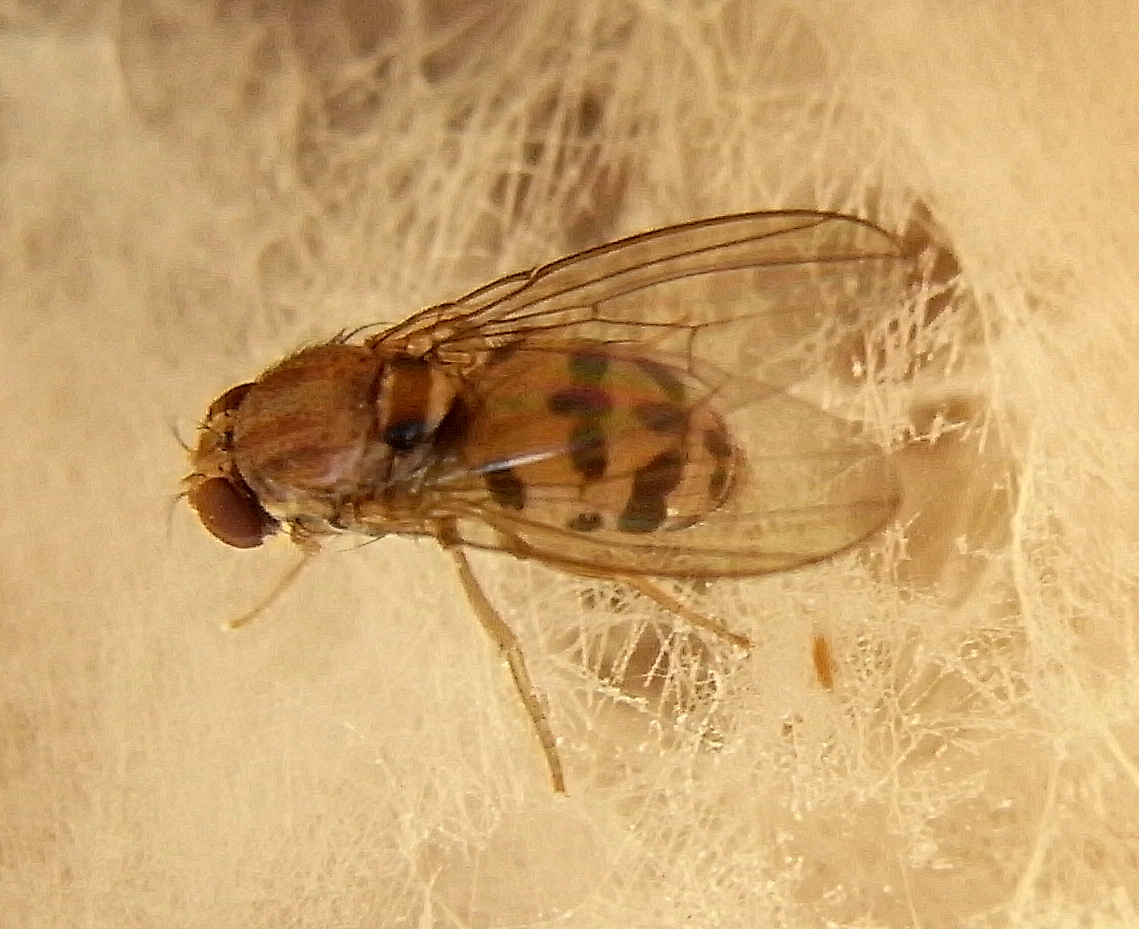
Drosophilidae (Ephydroidea)

Le relazioni filogenetiche degli Acalyptratae secondo l'analisi di McAlpine sono riassunte nel seguente cladogramma:
|  | Nerioidea  |
|  |            |
|  | Diopsoidea |
|  |            |

|  | Conopoidea   |
|  |              |
|  | Tephritoidea |
|  |              |

|  | Nerioidea  |
|  |            |
|  | Diopsoidea |
|  |            |

|  | Conopoidea   |
|  |              |
|  | Tephritoidea |
|  |              |

|  | Lauxanioidea |
|  |              |
|  | Sciomyzoidea |
|  |              |

|  | Sphaeroceroidea |
|  |                 |
|  | Ephydroidea     |
|  |                 |

|  | Carnoidea   |
|  |             |
|  | Opomyzoidea |
|  |             |

|  | Sphaeroceroidea |
|  |                 |
|  | Ephydroidea     |
|  |                 |

|  | Carnoidea   |
|  |             |
|  | Opomyzoidea |
|  |             |

|  | Lauxanioidea |
|  |              |
|  | Sciomyzoidea |
|  |              |

|  | Sphaeroceroidea |
|  |                 |
|  | Ephydroidea     |
|  |                 |

|  | Carnoidea   |
|  |             |
|  | Opomyzoidea |
|  |             |

|  | Sphaeroceroidea |
|  |                 |
|  | Ephydroidea     |
|  |                 |

|  | Carnoidea   |
|  |             |
|  | Opomyzoidea |
|  |             |

|  | Nerioidea  |
|  |            |
|  | Diopsoidea |
|  |            |

|  | Conopoidea   |
|  |              |
|  | Tephritoidea |
|  |              |

|  | Nerioidea  |
|  |            |
|  | Diopsoidea |
|  |            |

|  | Conopoidea   |
|  |              |
|  | Tephritoidea |
|  |              |

|  | Lauxanioidea |
|  |              |
|  | Sciomyzoidea |
|  |              |

|  | Sphaeroceroidea |
|  |                 |
|  | Ephydroidea     |
|  |                 |

|  | Carnoidea   |
|  |             |
|  | Opomyzoidea |
|  |             |

|  | Sphaeroceroidea |
|  |                 |
|  | Ephydroidea     |
|  |                 |

|  | Carnoidea   |
|  |             |
|  | Opomyzoidea |
|  |             |

|  | Lauxanioidea |
|  |              |
|  | Sciomyzoidea |
|  |              |

|  | Sphaeroceroidea |
|  |                 |
|  | Ephydroidea     |
|  |                 |

|  | Carnoidea   |
|  |             |
|  | Opomyzoidea |
|  |             |

|  | Sphaeroceroidea |
|  |                 |
|  | Ephydroidea     |
|  |                 |

|  | Carnoidea   |
|  |             |
|  | Opomyzoidea |
|  |             |

|  | Nerioidea  |
|  |            |
|  | Diopsoidea |
|  |            |

|  | Conopoidea   |
|  |              |
|  | Tephritoidea |
|  |              |

|  | Nerioidea  |
|  |            |
|  | Diopsoidea |
|  |            |

|  | Conopoidea   |
|  |              |
|  | Tephritoidea |
|  |              |

|  | Lauxanioidea |
|  |              |
|  | Sciomyzoidea |
|  |              |

|  | Sphaeroceroidea |
|  |                 |
|  | Ephydroidea     |
|  |                 |

|  | Carnoidea   |
|  |             |
|  | Opomyzoidea |
|  |             |

|  | Sphaeroceroidea |
|  |                 |
|  | Ephydroidea     |
|  |                 |

|  | Carnoidea   |
|  |             |
|  | Opomyzoidea |
|  |             |

|  | Lauxanioidea |
|  |              |
|  | Sciomyzoidea |
|  |              |

|  | Sphaeroceroidea |
|  |                 |
|  | Ephydroidea     |
|  |                 |

|  | Carnoidea   |
|  |             |
|  | Opomyzoidea |
|  |             |

|  | Sphaeroceroidea |
|  |                 |
|  | Ephydroidea     |
|  |                 |

|  | Carnoidea   |
|  |             |
|  | Opomyzoidea |
|  |             |

|  | Nerioidea  |
|  |            |
|  | Diopsoidea |
|  |            |

|  | Conopoidea   |
|  |              |
|  | Tephritoidea |
|  |              |

|  | Nerioidea  |
|  |            |
|  | Diopsoidea |
|  |            |

|  | Conopoidea   |
|  |              |
|  | Tephritoidea |
|  |              |

|  | Lauxanioidea |
|  |              |
|  | Sciomyzoidea |
|  |              |

|  | Sphaeroceroidea |
|  |                 |
|  | Ephydroidea     |
|  |                 |

|  | Carnoidea   |
|  |             |
|  | Opomyzoidea |
|  |             |

|  | Sphaeroceroidea |
|  |                 |
|  | Ephydroidea     |
|  |                 |

|  | Carnoidea   |
|  |             |
|  | Opomyzoidea |
|  |             |

|  | Lauxanioidea |
|  |              |
|  | Sciomyzoidea |
|  |              |

|  | Sphaeroceroidea |
|  |                 |
|  | Ephydroidea     |
|  |                 |

|  | Carnoidea   |
|  |             |
|  | Opomyzoidea |
|  |             |

|  | Sphaeroceroidea |
|  |                 |
|  | Ephydroidea     |
|  |                 |

|  | Carnoidea   |
|  |             |
|  | Opomyzoidea |
|  |             |

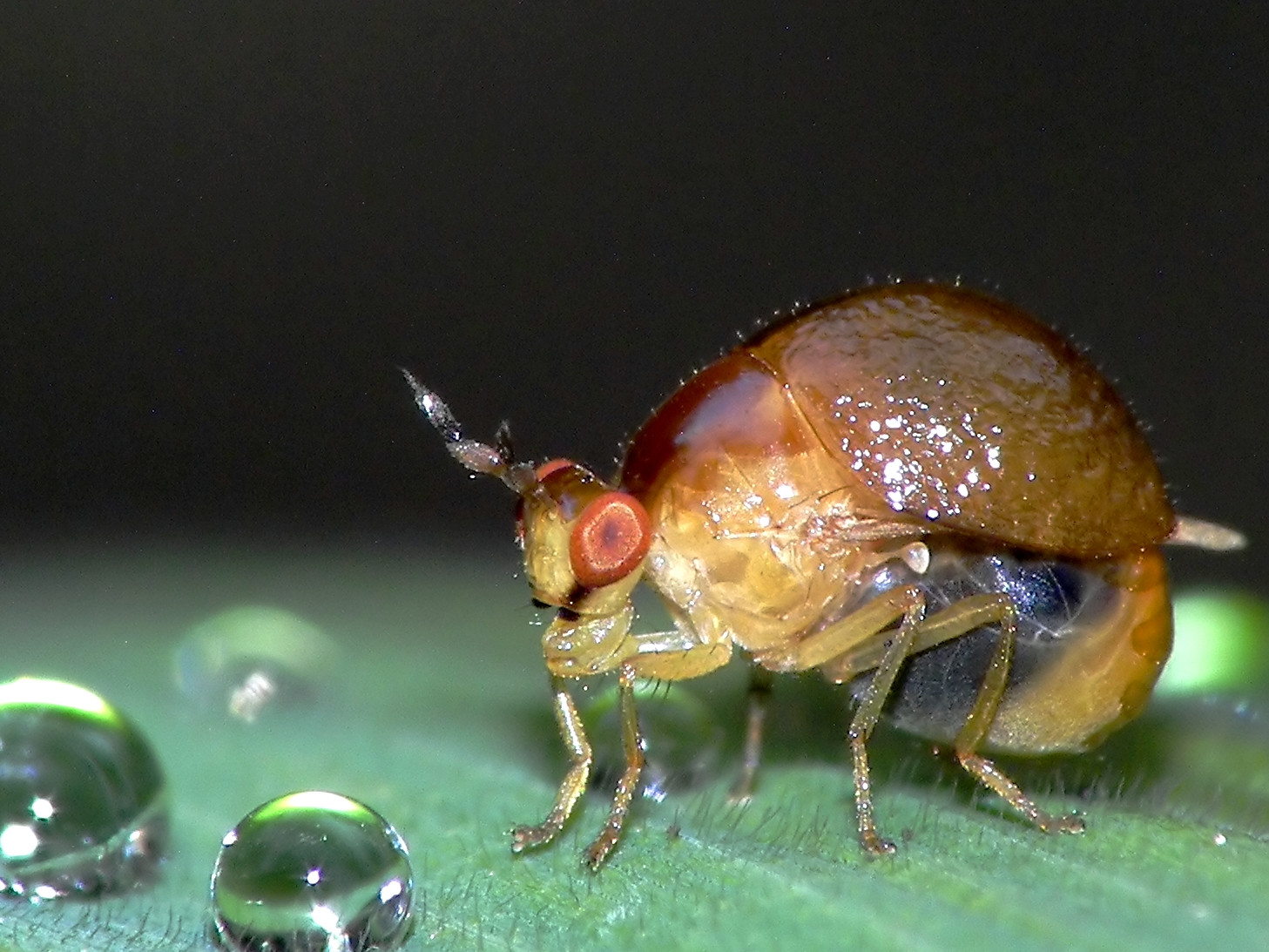
Celyphidae (Lauxanioidea)

Fra i lavori successivi si citano gli studi di Yeates e Wiegmann e il loro tentativo di assemblare i vari contributi prodotti, nel corso di alcuni decenni, in materia di filogenesi dei Ditteri. La loro analisi relativa alla filogenesi degli Acalyptratae compara i lavori di Griffiths e McAlpine e supporta in particolare lo schema tassonomico di McAlpine sia pure con qualche riserva. In definitiva, le analisi di Yeates e Wiegmann e dei ditterologi che hanno contribuito ai loro lavori lascerebbero aperte entrambe le ipotesi in merito alla monofilia degli Acalyptratae. D'altra parte gli Autori concentrano l'attenzione più sulla fondatezza delle relazioni filogenetiche interne agli Acalyptratae che sulla loro posizione effettiva nel cladogramma dei Cyclorrhapha. Dalle tesi di Yeates et al., in effetti, si evince che, nel complesso, gli Acalyptratae sarebbero monofiletici in rapporto ai Calyptratae ma che all'interno dell'attuale suddivisione vi sarebbero gruppi di Acalyptratae parafiletici.

## Sistematica

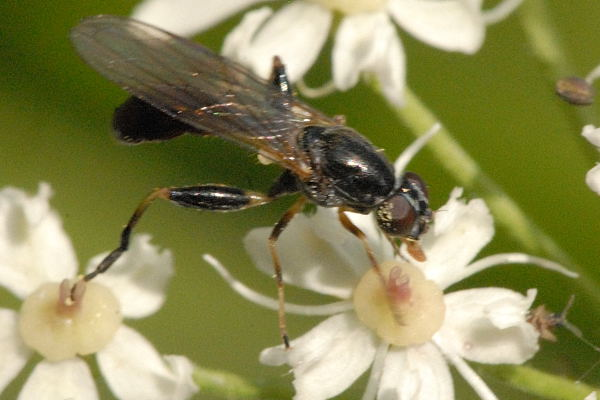
Megamerinidae (Nerioidea)

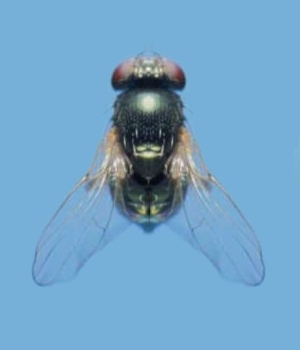
Agromyzidae (Opomyzoidea)

Gli Acalyptratae costituiscono il gruppo sistematico di rango superiore a quello di famiglia più ricco in termini di biodiversità. Yeates e Wiegmann (1999) stimano in 25000 il numero approssimativo di specie comprese fra gli Acalyptratae, pari ad un quinto dell'intero ordine dei Ditteri, e in 62 il numero di famiglie, pari a quasi la metà di quelle dell'ordine. Queste stime, anche se superate oggettivamente dalle conoscenze acquisite nell'arco di un decennio, danno in ogni modo un'indicazione di massima sul ruolo di questo gruppo nella tassonomia dei Ditteri. Gli stessi Autori, tuttavia, esprimono delle considerazioni che in qualche modo ridimensionerebbero il rapporto fra la biodiversità degli Acalyptratae e quella dei Ditteri in generale: infatti, a fronte del rapporto numerico in termini di specie, pari al 20%, la consistenza in termini di numero di famiglie è molto più alta e questo è un indice, secondo gli Autori, di un'interpretazione più restrittiva del concetto di famiglia applicato nell'ambito degli Acalyptratae.
La suddivisione sistematica degli Acalyptratae, articolata per superfamiglie e famiglie, si basa sugli sviluppi e le integrazioni degli schemi tassonomici fondamentali proposti da Hennig (1973) e McAlpine (1989). Rispetto ad Hennig, McAlpine riporta un maggior numero di famiglie, accorpando tuttavia alcuni gruppi trattati da altri Autori come famiglie autonome, ma riduce a 10 il numero di superfamiglie, incorporandone due nei Tephritoidea e altre due negli Opomyzoidea e definendone una in luogo degli incertae sedis di Hennig. Altre significative differenze ricorrono nella nomenclatura delle superfamiglie, in buona parte rivista, nella collocazione di varie famiglie all'interno dell'albero tassonomico e, infine, nello spostamento dei Mormotomyiidae dai Calyptratae agli Acalyptratae.
Dopo McAlpine, sono state definite nel 2006 due nuove famiglie: quella dei Natalimyzidae, in seguito alla descrizione di una nuova specie, e quella degli Inbiomyiidae, in seguito alla descrizione di un nuovo genere comprendente oltre dieci specie. Altri sviluppi sono dovuti per lo più a revisioni in merito alla collocazione tassonomica di alcuni generi o sottofamiglie. Le differenze più significative rispetto allo schema di McAlpine, in quanto citate nella letteratura più recente, sono lo scorporo della famiglia Ctenostylidae dai Pyrgotidae ad opera dell'omonimo David McAlpine, la tendenza a trattare come famiglie separate i Cypselosomatidae e i Pseudopomyzidae, accorpate da J.F. McAlpine in un'unica famiglia, e a riunire invece in un'unica famiglia Canacidae e Tethinidae, orientamento ricorrente già dagli anni novanta, ma formalizzato da D.K. McAlpine nel 2007. Facendo riferimento allo schema originario di James McAlpine nel Manual of Nearctic Diptera (1989), alle impostazioni adottate da Papp et al. nel Manual of Palaearctic Diptera (1998) e dal BDWD, alle integrazioni tassonomiche di David McAlpine (1989) e Barraclough & McAlpine (2006), uno schema integrato e aggiornato della suddivisione tassonomica degli Acalyptratae è il seguente:

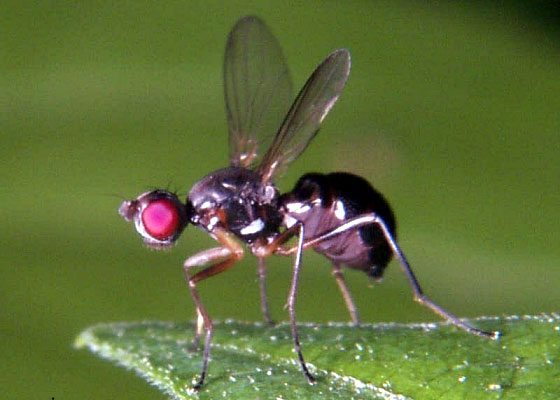
Sepsidae (Sciomyzoidea)

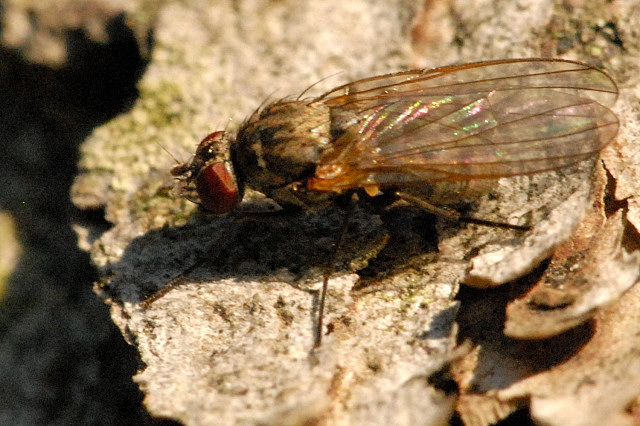
Heleomyzidae (Sphaeroceroidea)

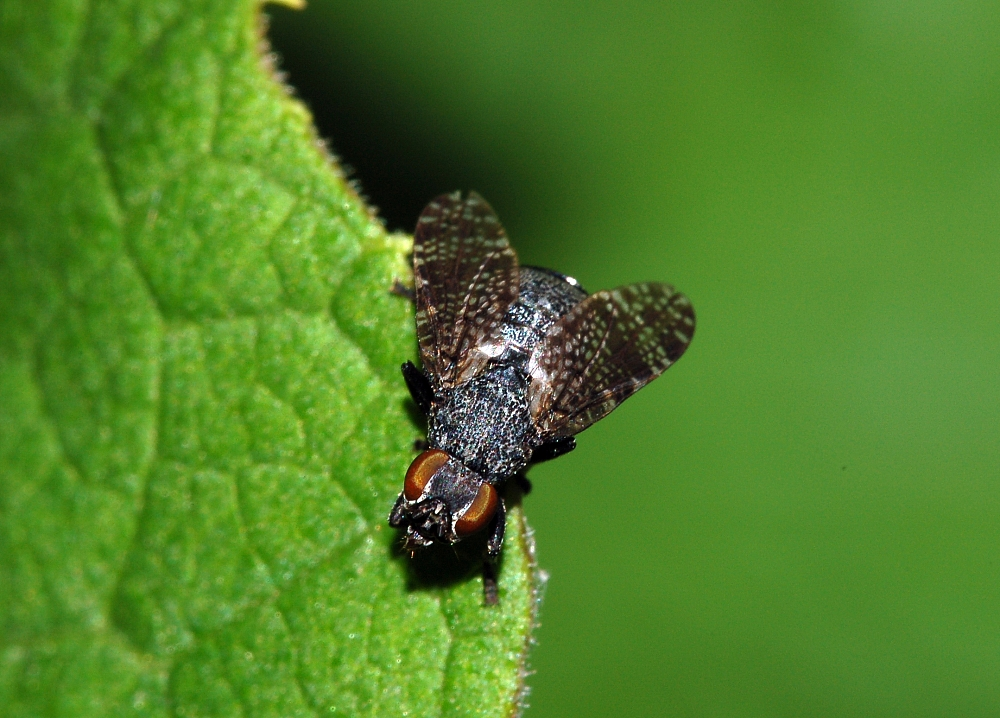
Platystomatidae (Tephritoidea)

Superfamiglia Carnoidea (=Chloropoidea), suddivisa in 9 famiglie: 
- Acartophthalmidae[18]
- Australimyzidae
- Braulidae
- Canacidae
- Carnidae

- Chloropidae
- Cryptochetidae
- Inbiomyiidae
- Milichiidae

Superfamiglia Conopoidea, comprendente una sola famiglia: 
- Conopidae

Superfamiglia Diopsoidea (=Nothyboidea), suddivisa in 8 famiglie: 
- Diopsidae
- Gobryidae
- Nothybidae
- Psilidae

- Somatiidae
- Strogylophthalmyiidae
- Syringogastridae
- Tanypezidae.

Superfamiglia Ephydroidea (=Drosophiloidea), suddivisa in 6 famiglie: 
- Camillidae
- Campichoetidae[19]
- Curtonotidae

- Diastatidae
- Drosophilidae
- Ephydridae

Superfamiglia Lauxanioidea, suddivisa in 4 famiglie: 
- Celyphidae
- Chamaemyiidae

- Eurychoromyiidae
- Lauxaniidae

Superfamiglia Nerioidea (=Micropezoidea), suddivisa in 5 famiglie: 
- Megamerinidae
- Cypselosomatidae
- Micropezidae

- Neriidae
- Pseudopomyzidae

Superfamiglia Opomyzoidea (=Agromyzoidea, Anthomyzoidea), suddivisa in 14 famiglie:
- Agromyzidae
- Anthomyzidae
- Asteiidae
- Aulacigastridae
- Clusiidae
- Fergusoninidae
- Marginidae

- Neminidae
- Neurochaetidae
- Odiniidae
- Opomyzidae
- Periscelididae
- Teratomyzidae
- Xenasteiidae

Superfamiglia Sciomyzoidea, suddivisa in 11 famiglie: 
- Coelopidae
- Dryomyzidae
- Helcomyzidae
- Helosciomyzidae
- Heterocheilidae
- Huttoninidae

- Natalimyzidae
- Phaeomyiidae
- Ropalomeridae
- Sciomyzidae
- Sepsidae

Superfamiglia Sphaeroceroidea, suddivisa in 5 cinque famiglie: 
- Chyromyidae
- Heleomyzidae
- Mormotomyiidae

- Nannodastiidae
- Sphaeroceridae

Superfamiglia Tephritoidea (=Otitoidea, Pallopteroidea), suddivisa in 9 famiglie: 
- Lonchaeidae
- Otitidae
- Pallopteridae
- Piophilidae
- Platystomatidae

- Pyrgotidae
- Richardiidae
- Tachiniscidae
- Tephritidae

Acalyptratae incertae sedis, comprendente una famiglia: 
- Ctenostylidae